# 第10屆金曲獎
第10屆金曲獎由行政院新聞局於1999年主辦，共23獎項，總計64家公司報名1,634件作品。入圍名單於3月29日揭曉，頒獎典禮於4月30日在國父紀念館舉行，同時另闢南港101成演唱會為主的典禮第二現場，由TVBS雙現場雙頻道同步轉播。

## 入圍取消
非流行音樂作品類入圍名單中，入圍最佳兒童樂曲（故事）唱片獎的《明月寒星》專輯及多項入圍最佳作詞人、作曲人獎的《月娘半屏圓》專輯作品，並非於1998年首次發行，因此不符報名規定而被取消入圍資格，作詞人獎另選出愚溪的〈嚴密睡蓮〉、〈月光古鏡〉、〈光明之歌〉三件作品遞補。

## 頒獎典禮
頒獎典禮於4月30日晚間7點在台北國父紀念館舉行，由TVBS製播頒獎典禮，採「雙現場、雙頻道」方式：TVBS-G轉播由張小燕、陶晶瑩主持的國父紀念館現場；並在台北南港101增闢第二現場舉行演唱會，由曾寶儀、蔡榮祖主持，ERA LIFE（年代生活台）轉播。 黃子佼與卜學亮則負責星光大道的主持工作。

### 表演節目
| 引言人 | 表演嘉賓                       | 演出主題     | 演出內容                                                            | 備註 |
| ------ | ------------------------------ | ------------ | ------------------------------------------------------------------- | ---- |
| 張小燕 | 陳綺貞、阮丹青、黃小楨、林曉培 | 誰是最佳新人 | 陳綺貞〈和你在一起〉 阮丹青〈跟蹤〉 黃小楨〈complain〉 林曉培〈煩〉 |      |

## 入圍暨得獎名單
以 表示得獎者。

## 評審名單
陳揚、吳源鈁、金希文、湯志偉、鄭榮興、錢善華、蘇慶俊、張清郎、梁弘志、殷正洋、賀立時、袁永興、王瑞裕、李麗芬、貢敏、陶曉清、趙義弘、滕安瑜、賴英里。

## 外部連結
- 第10屆金曲獎入圍名單 Archive.today的存檔，存档日期2018-11-24，文化部影視及流行音樂產業局.1999-01-02
- 第10屆金曲獎得獎名單 Archive.today的存檔，存档日期2018-11-24，文化部影視及流行音樂產業局.1999-01-02